# Carl Heinrich Merck
Carl Heinrich Merck  (Darmstadt, 19 de novembro de 1761 – São Petersburgo, 31 de janeiro de 1799) foi um médico, naturalista e explorador alemão.
Cinquenta anos depois de Georg Wilhelm Steller (1709-1746), Merck visitou a paisagem inóspita de um grupo de ilhas denominadas Ilhas Aleutas, entre 1787 e 1790. 
Como resultado desta expedição, Merck publicou em 1980 "Siberia and northwestern America, 1788-1792" com o subtítulo " Carl Heinrich Merck, naturalist with Russian scientific expedition led by Captains Joseph Billings and Gavriil Sarychev"  traduzido por Richard A. Pierce e Fritz Jaensch. ISBN 0919642934
Catarina II de Rússia, no seu projeto de produzir um dicionário de todas as línguas faladas no seu império, encarregou Peter Simon Pallas para dirigir um trabalho de campo com o objetivo de recolher informações linguisticas do aleutiano. A expedição realizou-se  entre 1791 e 1792 com a participação de Carl Heinrich Merck e Michael Rohbeck. 